# 입체구조적 변화

입체구조적 변화는 단백질 복합체의 움직임을 유도할 수 있다. 미세소관 위로 이동하는 키네신은 나노 스케일에서 단백질 도메인 동역학을 사용하는 분자생물학적 기계이다.

입체구조적 변화(立體構造的變化, 영어: conformational change)는 생화학에서 보통 환경적 요인에 의해 유발되는 거대 분자의 형태 변화이다. 입체형태적 변화(立體形態的變化)라고도 한다.
거대 분자는 일반적으로 유연하고 역동적이다. 그 형태는 환경이나 기타 요인의 변화에 따라 변할 수 있다. 각각의 가능한 형태를 입체구조라고 하며, 이들 사이의 전환을 입체구조적 변화라고 한다. 이러한 변화를 유발할 수 있는 요인으로는 온도, pH, 전압, 발색단의 빛, 이온의 농도, 인산화, 리간드의 결합이 있다. 이러한 상태들 사이의 전환은 다양한 길이 척도(Å에서 nm로)에서 일어나며 알로스테릭 신호전달 및 효소 촉매작용과 같은 기능적으로 관련된 현상과 연관되어 있다.

## 같이 보기
- 입체구조
- 단백질 입체구조 다양성 데이터베이스
- 단백질 동역학
- 분자 운동 데이터베이스